# Amy Clampitt
Amy Clampitt, née le 15 juin 1920 et morte le 10 septembre 1994, est une poétesse américaine.

## Biographie
Amy Clampitt naît le 15 juin 1920 à New Providence dans l'Iowa. Ses parents sont des quakers.
À l'Académie américaine des arts et des lettres et au Grinnell College voisin, elle commence à étudier la littérature anglaise ce qui l'a conduit finalement à la poésie. Elle est diplômée du Grinnell College, et à partir de ce moment-là, elle vit principalement à New York. Pour subvenir à ses besoins, elle travaille comme secrétaire à l'Oxford University Press, comme bibliothécaire de référence à la Société Audubon, et comme rédactrice pigiste. Ce n'est qu'au milieu des années 1960, alors qu'elle a la quarantaine, qu'elle retourne à l'écriture de poésie. Son premier poème est publié par Le New Yorker en 1978. En 1983, à l'âge de soixante-trois ans, elle publie sa première collection complète, The Kingfisher. Au cours de la décennie suivante, Clampitt publie cinq livres de poésie, dont What the Light Was Like (1985), Archaic Figure (1987), et Westward (1990). Son dernier livre, A Silence Opens, sort en 1994. Elle publie également un livre d'essais et plusieurs éditions privées de ses longs poèmes. Elle  enseigne au Collège de William et Mary, Smith College, et Amherst College, mais c'est son séjour à Manhattan, dans une région éloignée du Maine, et lors de divers voyages en Europe, dans l'ex-Union soviétique, en Iowa, au Pays de Galles et en Angleterre qui influence le plus directement son travail[réf. nécessaire]. Clampitt  reçoit une bourse Guggenheim, une bourse MacArthur, et elle est membre de l'Académie Américaine des Arts et des Lettres et de l'Académie Américaine des Poètes.
Elle meurt d'un cancer de l'ovaire en septembre 1994 à l'âge de soixante quatorze ans.

## Récompenses
Clampitt obtient une bourse MacArthur en 1992 pour ses écrits. Elle reçoit également la bourse Guggenheim Fellowship for Creative Arts, États-Unis et Canada, en 1982, dans la catégorie poésie.

## Œuvres

### Recueils de poésie
- Multitudes, Multitudes (Washington Street Press, 1973).
- The Summer Solstice (Sarabande Press, 1983).
- The Kingfisher (Knopf, 1983).  (ISBN 0-394-52840-9).
- What the Light Was Like (Knopf, 1983).  (ISBN 0-394-54318-1).
- Archaic Figure (Knopf, 1987).  (ISBN 0-394-75090-X).
- Westward (Knopf, 1990).  (ISBN 0-394-58455-4).
- Manhattan: An Elegy, and Other Poems (University of Iowa Center for the Book, 1990).
- A Silence Opens (Knopf, 1994).  (ISBN 0-679-75022-3).
- The Collected Poems of Amy Clampitt (Knopf, 1997).  (ISBN 0-375-70064-1).

### Prose
- A Homage to John Keats (Sarabande Press, 1984).
- The Essential Donne (Ecco Press, 1988).  (ISBN 0-88001-480-6).
- Predecessors, Et Cetera: Essays (University of Michigan Press, 1991).  (ISBN 0-472-06457-6).